# سیال هرشل–بالکلی
سیال هرشل-بالکلی (به انگلیسی: Herschel-Bulkley fluid) (که گاهی بینگهام تعمیم‌یافته نامیده می‌شود) مدلی ریاضی از رفتار سیالات غیرنیوتنی است. 
در این سیال تنش تجربه‌شده توسط سیال به طور پیچیده و غیرخطی به تنش مرتبط است. این رابطه با سه پارامتر مشخص می‌شود: پایداری k، شاخص جریان n، و تنش برشی تسلیم τ0. پایداری یک عدد ثابت و شاخص جریان، میزان خاصیت برشی کاهشی یا افزایشی سیال را اندازه گیری میکند. تنش برشی تسلیم مقدار تنشی است که سیال قبل از تسلیم و شروع به جریان یافتن تجربه میکند را کمی‌سازی می‌کند.

این مدل سیال غیرنیوتنی توسط وینسلو هرشل و رونالد بالکلی در سال ۱۹۲۶ معرفی شد.[۱][۲] که صورت زیر بیان می‌شود :
{\displaystyle {\begin{cases}\tau \geq \tau _{0},&\tau =\tau _{0}+k\gamma ^{n}\\\tau \leq \tau _{0},&\gamma =0\end{cases}}}
که در آن:
{\displaystyle \tau }، تنش برشی اعمالی
{\displaystyle \tau _{0}}، تنش تسلیم
k، غلظت
{\displaystyle \gamma }، سرعت برشی و
n، نمای شارش است.
رفتار بتن تازه گِل، سوسپانسیون‌های سرامیکی، مواد غذایی و ... توسط این مدل بررسی شده‌است.

## تعریف
ff